# 武守全
武守全（1930年—2020年10月18日），中华人民共和国政治人物，山西寿阳人。

## 履历
武守全于1946年12月参加工作，1947年2月加入中国共产党。他先后担任过河南省西平县委第二书记，上蔡县委第一书记，驻马店地委副书记，洛阳市委副书记，平顶山市委副书记等职务。1983年8月任河南省焦作市委书记兼市人大常委会主任，1988年离任，担任了5年焦作市的一把手。1994年12月退休，退休前为河南省的省部级官员，任职河南省政协副主席。

## 去世
2020年10月18日，武守全因病医治无效，在郑州逝世，享年90岁。10月22日，其遗体在郑州火化。